# Woodside Energy
Woodside Energy Group Ltd (tidligere Woodside Petroleum Ltd) er et australsk olie- og gasselskab med hovedkvarter i Perth.
Woodside blev etableret 26. juli 1954.